# Ratpenat orellut colombià
El ratpenat orellut colombià (Neonycteris pusilla) és una espècie de ratpenat que viu a l'est de Colòmbia i el nord-oest del Brasil.